# Махатма Мория
Махатма Мория, Ел Мория (англ. Morya) – в теософията и Агни Йога (също Владика Мория, Мориа, Владика М., Махатма М., М. М.) – един от „Учителите на Мъдростта“, в Учението на Възнесените владици (под името Ел Мория) – един от Възнесените Владици.
Владиката Мория – Махатмата, учителят от Великото бяло братство – става широко известен на света през 19 век благодарение на организацията Теософско общество. За пръв път за него съобщава през 1880 г. Елена Петровна Блаватска, на която Учителите Мория, Кутхуми и Джуал Кхул помагат да основе Теософското Общество.
Между 20-те и 50-те години на 20 век Учителят Мория сътрудничи с Елена Рьорих и Николай Рьорих. Благодарение на това сътрудничество, между 20-те и 30-те години в света се появява Учението Агни Йога или още „Живата етика“.

## Връзки с Елена Петровна Блаватска и Теософското общество
Ето какво разказва Е. П. Блаватска за династията Мориа:
„Мориа (санскр.) е една от будийските царски династии Магадхи, към която принадлежали Чандрагупта и Ашока – неговият внук; също название на племето на раджпутите. „Чандрагупта е първият будийски цар на Династията Мориа, дядо на цар Ашока. Ашока бил много усърден привърженик на будизма; той издържал в своя дворец от 60 до 70 хиляди монаха и жреци, издигнал из цяла Индия 84 000 дагоби и ступи, изпращал мисии по целия свят. Текстовете на различни едикти, провъзгласени от него, разкриват най-благородни етически мисли; особено едиктите в Аллахабаде, написани върху така наречената „колона на Ашока“. Тези сентенции са величествени и поетични, изразяват нежност както към животните, така и към хората и възвишен възглед за мисията на управника по отношение на своя народ..." „В будийската „Махаванше“ Чанрдрагупта, дядото на Ашока, е наречен княз от династията Мориа." Началото на тази династия, както е казано в същата книга, започва от няколко кшатрии (воини) по линия на Шакя, намиращи се в близко родство с Гаутама Буда, които, преминавайки през Химават (Хималаите), „открили възхитителна местност, добре напоявана и разположена сред гора от величествени бо и други дървета. Там те основали град, наречен от неговите владици Шакя Мориа-Нагара.
Известно е, че Владика Мория се е родил като раджпутски княз в индийско съсловие на воини и управници, ползващи се с уважение заради мъжеството и честта си. Точната дата на неговото раждане не е известна. Наричали го Ранбир Сингх. През 1858 г., след смъртта на баща си, Ранбир станал махараджа на Кашмир. Някои историци изказват похвала на Ранбир за обединението на щатите Нагар и Хунза, както и за създаването на хуманни и справедливи граждански и наказателни закони. Ранбир бил много популярен сред гражданите.
Според описанията той бил висок около два метра, имал военна осанка. Изразявал се твърде лаконично, като че ли е привикнал на безпрекословно изпълнение на указанията му. Обикновено носел бели дрехи и тюрбан. Създавал впечатление на човек, който е в пълния разцвет на силите си – примерно около тридесет и пет годишен, но по думите на Блаватска, когато тя видяла Учителя в лондонския Хайд парк през 1851 г., Той изглеждал точно така, както и в нейното детство (Махатма Мория се явявал в нейните сънища и видения още в детските ѝ години).
На тази първа среща в Лондон Учителят казал на Е. П. Блаватска, че му „трябва нейното участие в една работа, която той има намерение да започне“, а също, че „ще ѝ се наложи да прекара три години в Тибет, за да се подготви за изпълнение на тази важна задача“.
След 27 години Блаватска се оказва в Индия и Тибет, където отново среща Учителя.
Животът на Учителя Мория е забележителен с неговата подвижническа работа за обединението на древните истини на Изтока и Запада. В много отношения тази задача била изпълнена чрез основаването на Теософското Общество през 1875 г. в Ню Йорк и по-нататъшните наставления, дадени чрез тази организация. Тези наставления постъпвали отчасти като лични писма, адресирани до шепата ученици на „Махатма Химавата“. Е. П. Блаватска казва, че благодарение на Махатма Мориа, Кутхуми и други Учители били написани нейните основни трудове „Разбулената Изида“ и „Тайната доктрина. Синтез на науката, философията и религията“ – книги потвърждаващи общия източник на световните философски системи и религии.
В своята книга „От пещерите и дебрите на Индустан“ Елена Петровна в литературна форма описва своите пътешествия из Индия с Учителя, който в книгата тя нарича такур Гулаб Лал Синг.

## Писмата на Махатмите
„Писмата на Махатмите“ представляват преписка на двама от Учителите с Алфред П. Синет – редактора на индийския вестник „Пионер“ и А. О. Хюм – орнитолог, високопоставен чиновник на английската администрация в Индия. Кореспонденцията започнала през 1880 г. и продължила около пет години. След смъртта на Синет, през 1923 г., кореспонденцията била събрана и издадена от Тревър Баркър под названието „Писма на Махатмите“. Отделни глави от „Писмата“ били преведени на руски език от Е. И. Рьорих и издадени със заглавие „Чаша на Изтока“ през 1925 г. в Рига. В Русия пълното издание на „Писма на Махатмите“ било осъществено през 1993 г. Оригиналите на тези писма сега се съхраняват в Британския музей в Лондон.

## Махатма Мория в пост-теософските движения

### Агни Йога
Учението Живата етика възниква в процеса на общуване на Николай Константичнович Рьорих и Елена Ивановна Рьорих с „Великия Учител“, известен в теософските кръгове с името Махатма Мория.  Това общуване продължило от 1920 г. до 1940 г.  Акад. Людмила Шапошникова утвърждава: „представлявайки философия на космическата реалност, Живата етика съдържа в себе си уникална система на познанието, която се основава на общите и частни закони на Космоса, неразделна част от който е Земята и човечеството. Тази система на познанието на Живата етика съответства на новото еволюционно стъпало на развитие на човечеството, когато на смяна на научното мислене идва космическото светоусещане. Наименованието на самата философия – Жива етика – свързва човека и Космоса в единна одухотворена система“. Книгите на Живата етика пак според акад. Л. В. Шапошникова „поставят на пръв план етичните проблеми като най-важно условие за по-нататъшната духовно-културна еволюция на човечеството и са обърнати, преди всичко, към земните, реални условия на живот на всеки човек.
Според редица други учени и философи, сред които Ерика Лазарова, Виктор Фролов, Лев Гиндилис, А. Иванов и др. Жива етика е тип научно мислене, която разкрива пътя на космическото светоусещане и представлява философията на новото хилядолетие. В нея особено място заемат Законите на Космоса, като се разкрива връзката на човека и на Вселената с тези закони, особеностите на космическата еволюция на човечеството и се създава нова система за нейното познание. Според Жива етика в основата на човешката еволюция се намира нравственото усъвършенстване на индивида, спазването на етичните норми, както и разбирането за основната роля на културата за развитие на човешкото общество.

### Учение на Възнесените владици
Учението на Възнесените владици води своите корени от теософията, а „Възнесените владици“ са тези, които теософите наричат „Учители на мъдростта“. Учението се зародило през 1930 г., когато неочаквано на връх Шаста, американският минен инженер Гай Балард се срещнал с човек, който му се представил като граф Сен Жермен, един от Учителите, които след прехода на Елена П. Блаватска били представени на света от теософията. Гай Балард утвърждава, че Сен Жермен му съобщил, че той принадлежи към Братството на Възнесените Владици, част от което са и Иисус, Буда, Майтрея и Ел Мория. Учението предадено на Гай Балард от Сен Жермен станало основа на духовното движение „АЗ СЪМ“ в САЩ. Учението било издадено от Гай Балард, който пишел под псевдонима Годфри Рей Кинг, в книгите „Магическото присъствие“, „Разбулените мистерии“ и др.
Счита се, че Ел Мория е изиграл важна роля и в други структури, свързани с Учението на Възнесните владици (в които той е познат като „Чохан на Първи Лъч“), основани върху работата на Балард. През 60-те години за Владика Мория много пишат Марк и Елизабет Клер Профет. Чрез американските посланици са дадени много диктовки от Учителя Мория и другите Възнесени Владици. Марк и Елизабет създават организацията (The Summit Lighthouse).

## Видео
- Juan Carlos Garcia. Mahatma Morya //   youtube.com.